# Большепетровское
Большепетровское — село в Юрьев-Польском районе Владимирской области России, входит в состав Красносельского сельского поселения.

## География
Село расположено на берегу речки Пекша в 23 км на запад от райцентра города Юрьев-Польский.

## История

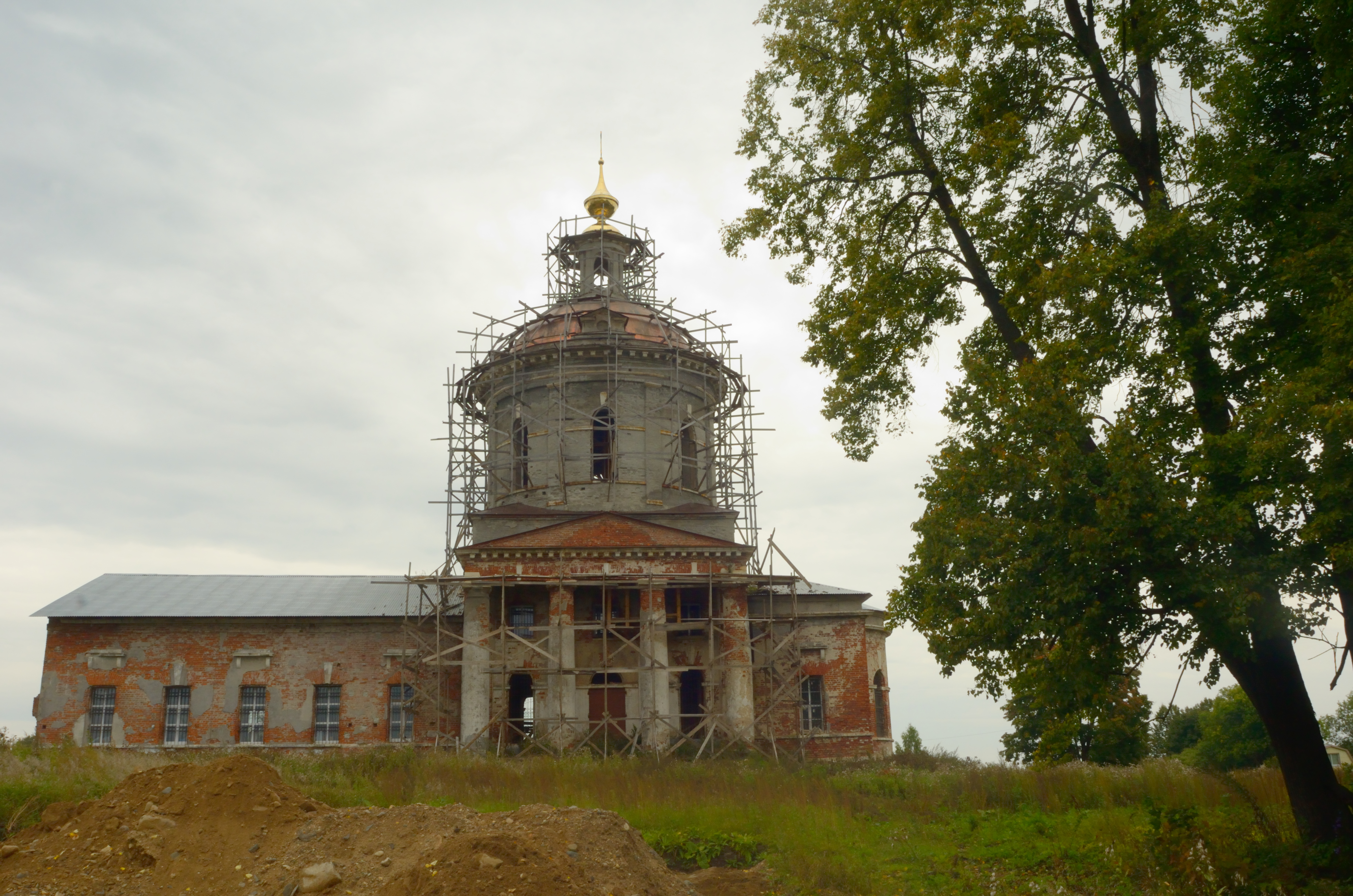
Церковь Петра и Павла. 2013 год

Петровское упоминается в духовной грамоте великого князя Ивана Калиты, писанной в 1328 году, в которой князь завещал село Петровское сыну своему Ивану… Вотчиной московских князей и царей Петровское оставалось до XVII столетия. В начале XVII столетия Петровское было разорено и сожжено поляками и литовцами, а жители, не успевшие спастись, были перебиты. После этого бедствия Петровское превратилось в пустошь. Пустошью «селом Великое Петровское» в половине XVII столетия, как значится в отказных патриарших книгах 1645-47 годов, владели разные помещики: Посниковы, Куров, Стромилова и другие, а в 1666 году пустошь записана за князем Яковом Черкасским. В XVIII-XIX столетиях Петровское принадлежало также помещикам. В начале XVII столетия, как видно из патриарших книг, церковь в селе была в честь святых апостолов Петра и Павла, но эта церковь была разорена и сожжена поляками и литовцами. Время построения новой церкви неизвестно. Ныне существующая каменная трехпрестольная церковь, с каменною колокольнею, построена в 1836 году усердием помещика графа Левашева и прихожан. Заложен в 1830 году; устроен в 1835 году и освящен в царствование Благочестивейшего Государя Императора Николая Павловича с благословения Преосвященного Парфения, Епископа Владимирского и Суздальского июня 29 дня 1836 года. В 1860-63 годах церковь и колокольня на церковные суммы обнесены каменною оградою с железными решетками. В 1896 году приход: село и деревни: Красная Гора, Михалы и Федорково; всех дворов в приходе 131, душ мужского пола 441, а женского — 511. С 1878 году в селе существовала земская народная школа и помещалась в особо устроенном здании.
В конце XIX — начале XX века село являлось центром Петровской волости Юрьевского уезда.
С 1929 года село входило в состав Большелучинского сельсовета Юрьев-Польского района, с 1965 года — в составе Косинского сельсовета.

## Население
| 1859 |
| ---- |
| 405  |

| 1859 | 1905 | 2002 | 2010 | 2021 |
| ---- | ---- | ---- | ---- | ---- |
| 405  | ↘334 | ↘0   | →0   | ↗6   |

## Достопримечательности
В селе находится действующая Церковь Петра и Павла (1830).